# Acianthera binotii
Acianthera binotii es una especie de orquídea de la tribu Epidendreae originaria del sudeste de Brasil.

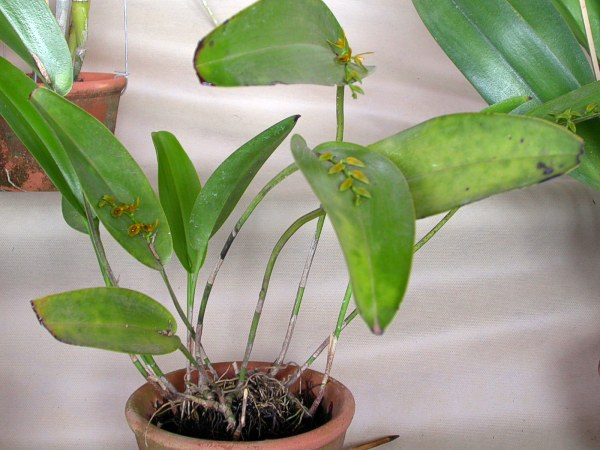
Vista de la planta

## Descripción
Es una orquídea epifita que crece en el área de Río de Janeiro en Brasil a una altitud de 500 a 1200 metros, tiene un tamaño medio y prefiere el clima cálido al fresco. Se floración se produce al final de la primavera en el Hemisferio Sur. Es bastante grande, y puede alcanzar los 60 cm de altura, es similar a Acianthera bicarinata que es más probable que sea un sinónimo, ya que aparentemente solo difiere por el labio verrugoso que tiene dos engrosamientos laterales.

## Taxonomía
Acianthera binotii fue descrita por Pridgeon & M.W.Chase y publicado en Lindleyana 16(4): 242. 2001.
Etimología
Ver: Acianthera
binotii: epíteto otorgado en honor de la familia Binot-Verboonen de orchidarium Binot en Petrópolis, en Río de Janeiro. Esta casa de comercio de orquídeas fue fundada por Pedro María Binot en 1870 y todavía está en actividad, es una de las más antiguas de las que se tiene  noticia en el mundo.
Sinonimia
- Pleurothallis binotii Regel
- Pleurothallis ecallosa Barb.Rodr.	[4][5]